# MaxFX
MaxFX — игровой движок, разработанный финской компанией Remedy Entertainment. Известен по использованию в компьютерных играх Max Payne и Max Payne 2: The Fall of Max Payne. Существует две версии движка; вторая именуется MaxFX 2.
Получил дальнейшее развитие в виде движков Alan Wake engine и Northlight.

## История разработки
Первая версия движка была разработана для игры Max Payne (2001 год).
Впоследствии, значительно доработанный вариант (MaxFX 2) был задействован в игре Max Payne 2: The Fall of Max Payne (2003).
Также движок использовался для графических тестов в бенчмарках: Final Reality 3D 1997 года разработки Remedy использовал раннюю версию MaxFX, как и 3DMark 99. В серии программ 3DMark, которая разрабатывается финской компанией Futuremark, движок был задействован по соглашению с Remedy, подвергаясь постоянным улучшениям, вплоть до выхода 3DMark 2005. На движке также делались технологические демонстрации для Intel, NVIDIA и ATI.
Единственной игрой сторонней компании, созданной на MaxFX, стал шутер El Matador 2006 года, разработанный чешской компанией Plastic Reality Technologies.

### Дальнейшее развитие
Remedy была продолжена работа над технологией. Движок, разработанный для более поздней игры компании, Alan Wake 2010 года (применялся также в дополнении American Nightmare, 2012), представляет собой значительно переписанный MaxFX и иногда указывается как Max FX 3.0. Однако больше он известен под названием Alan Wake engine, в связи с чем это развитие движка не отражено в данной статье.
Движок, основанный на Alan Wake engine — Northlight — используется в следующих играх компании, таких как Quantum Break (2016), Control (2019) и Alan Wake 2 (2023).

## Технические характеристики

Скриншот из Max Payne 2.

Игровой движок MaxFX разработан компанией Remedy Entertainment специально для внутреннего использования. Работа над движком велась с 1997 года. Для использования в компьютерных играх сделано две версии движка; обе версии MaxFX поддерживают только персональный компьютер, а в переизданиях игр Max Payne для игровых приставок для Xbox и PlayStation 2 применяется другой движок — RenderWare.
Движок относится к типу подпрограммного обеспечения (англ. middleware) и представляет собой связку нескольких компонентов, таких как графический движок, звуковой движок и т. д. В качестве физического движка во второй версии MaxFX задействована лицензированная технология Havok, разработанная одноимённой компанией.
В последней версии движка (MaxFX 2), разработанной для Max Payne 2, отличительной особенностью является использование текстур высокого разрешения, активное использование системы частиц (силами которой, в частности, создаются эффекты выстрелов и взрывов), а также применение разнообразных пост-эффектов (включая искажения перспективы и размытие изображения) и методов цветокоррекции (как правило, чтобы показать различные психологические состояния главного героя, искаженное восприятие действительности, «затуманивание» сознания, галлюцинации и т. д.).
В играх Max Payne все параметры, отвечающие за графику, гибко настраиваются, благодаря специальному меню.

## Средства разработки и поддержка модификаций
В Max Payne 2 реализована встроенная поддержка модификаций, которые пользователи могут разрабатывать самостоятельно при помощи пакета инструментов (SDK) MaxFX Tools, размещенного разработчиками на официальном сайте и доступного к бесплатной загрузке. Моды, скопированные в папку с игрой, можно запустить из начального меню.
Данный пакет содержит редактор уровней (MaxEd) и утилиты: RasMaker для открытия архивов с ресурсами; ParticleFX для редактирования эффектов; ActorFX для управления действиями персонажей, расставленных на уровне; плагины для 3ds Max третьей и четвёртой версии, позволяющие встроить в игру свои модели и анимации, а также файл-пример мода. Таким образом, MaxFX Tools является полноценным инструментарием для работы с движком.
Для Max Payne 2 было выпущено множество любительских модов, созданных с применением этого пакета программ, некоторых из них нелегально издавались «пиратами» на компакт-дисках.

## Игры, использующие MaxFX
- 2001 — Max Payne (разработка: Remedy Entertainment)[4]
- 2003 — Max Payne 2: The Fall of Max Payne (разработка: Remedy Entertainment)[6]
- 2006 — El Matador (разработка: Plastic Reality Technologies)[12][13]

## Другие проекты на движке
- 1997 — Final Reality 3D (разработка: Remedy Entertainment)
- 1998 — 3DMark 99 (разработка: Futuremark)
- 1998 — 3DMark 99 MAX (разработка: Futuremark)
- 1999 — 3DMark 2000 (разработка: Futuremark)
- 2001 — 3DMark 2001 (разработка: Futuremark)
- 2002 — 3DMark 2001 SE (разработка: Futuremark)
- 2003 — 3DMark 03 (разработка: Futuremark)